# Turbinatka větvená
Turbinatka větvená (Lophelia pertusa) či také okulina severská je korálnatec z řádu větevníků, nejběžnější představitel korálů v chladných mořích. Tvoří rozsáhlé porosty (vlastně korálové útesy) v severských oblastech, například v Norském moři, kde pokrývají přes 2000 km2 dna. Vytváří zde zajímavé a druhově bohaté biotopy v jinak poněkud jednotvárném oceánu a některé útesy turbinatek mohou být až 8500 let staré. Jsou však ohroženy necitlivým rybolovem pomocí vlečení sítí.
Tyto korály mají bílou, žlutou nebo narůžovělou barvu a jsou tvořeny polypy pospojovanými navzájem vápníkovou konstrukcí. Polypy mívají asi 50 chapadélek a jejich kolonie obvykle dorůstají rozměrů v řádu několika metrů.